# Saison 2 de Monk
Chronologie
Saison 1 Saison 3
Cette page présente les épisodes de la deuxième saison de la série télévisée Monk.

## Distribution

### Acteurs principaux
- Tony Shalhoub (VF : Michel Papineschi) : Adrian Monk
- Bitty Schram (VF : Natacha Muller) : Sharona Fleming
- Ted Levine (VF : Érik Colin) : capitaine Leland Stottlemeyer
- Jason Gray-Stanford (VF : Alexis Victor) : lieutenant Randy Disher

### Acteurs récurrents
- Stanley Kamel (VF : Julien Thomast) : Dr Charles Kroger
- Kane Ritchotte (VF : Thibault Minjollet) : Benjy Fleming
- Jarrad Paul (VF : Thierry Bourdon) : Kevin Dorfman
- John Turturro (VF : Dominique Collignon-Maurin) : Ambrose Monk
- Tim Curry (VF : Bernard Métraux) : Dale « The Whale » Biederbeck
- Amy Sedaris (VF : Martine Irzenski) : Gail Fleming
- Glenne Headly (VF : Élisabeth Fargeot) : Karen Stottlemeyer

## Épisodes

### Épisode 1:Monk retourne à l'école
- États-Unis : 20 juin 2003
- France : 21 décembre 2003 sur TF1

- Andrew McCarthy : Derek Philby
- David Rasche : le coach Patterson
- Rosalind Chao : Arleen Cassady
- Bobby Brewer : Kyle (crédité comme Bob Brewer)
- Chane't Johnson : le premier professeur
- Michael Reisz : le deuxième professeur
- Roz Witt : la serveuse de la cantine
- James Martin Kelly : le pompier
- Jennifer Record : étudiante
- Erica Yoder : Beth Landow
- Richard Alan Brown : le premier élève
- Charleigh Harmon : la deuxième élève (créditée comme Kristin Bryant)
- Jennifer Record : l'étudiante
- Jamie McShane : Iverson
- Camille Newbern : l'élève ennuyé
- Joe Zymblosky : Nerdy Hall Monitor

### Épisode 2:Monk part au Mexique
- États-Unis : 27 juin 2003
- France : 14 mars 2004 sur TF1

- Emma Bates : Michelle
- Corbin Allred : Scott
- Jorge Cervera, Jr. : Docteur Madero
- Tony Plana : Capitaine Alameda
- David Noroña : Lieutenant Plato
- Marcelo Tubert : Hector
- Alex Paez : le serveur
- Shiloh Strong : T.J.
- René Rivera : Capitaine Valez, le pilote
- Hector Luis Bustamante : le douanier Gomez
- Steven Nelson : le jeune désagréable
- Francisco Paco Vela : Hernandez
- Katie Fountain : la fille à la fête
- Joe Camareno : l'officier mexicain
- Jonathan Flanigan : un spectateur à la fête (non crédité)
- Bruce Hood : un étudiant (non crédité)
- Duane Ram : l'employé (non crédité)

### Épisode 3:Monk joue les arbitres
- États-Unis : 11 juillet 2003

- Christopher Wiehl : Scott Gregorio
- Jane Carr : Robin Jenkins
- Michael B. Silver : Lyle Torrow
- Rainn Wilson : Walker Browning
- Darby Stanchfield : Erin Hammond
- John Sanderford : Lawrence Hammond
- Tom Virtue : le second coach
- Gary Imhoff : l'arbitre
- D.J. Lockhart-Johnson : Darryl Grant
- Skip O'Brien : le Sergent Chitwood
- Vince Melocchi : le conducteur de camion
- Timothy Davis-Reed : le commentateur n°1
- Danny Romero : le journaliste sportif
- Jacobi Wynne : le commentateur n°2
- Robert Pierce : Frank Henley
- April Pressel : l'assistante
- Lisa Dinkins : la première journaliste
- Gina St. John : la deuxième journaliste
- Roy Abramsohn : le troisième journaliste
- Tom Riordan : un joueur (non crédité)
- Cameron Hush : Jared Stottlemeyer (non crédité)

### Épisode 4:Monk va au cirque
- États-Unis : 18 juillet 2003
- France : 1er février 2004 sur TF1

- Lolita Davidovich : Natasha Lovara
- Lola Glaudini : Ariana Dakkar
- Mark Ivanir : Edgar Heinz (le dresseur d'éléphant)
- Ilia Volok : Ryan
- Steve Monroe : Sergent Myers
- Marek Probosz : Sergei
- Shauna Duggins : le ninja
- K. T. Thangavelu  : la radiologiste
- Daniel Faltus : Monsieur Loyal
- Volki Kalfayan : le jongleur
- Lance Krall : Floppy the Clown
- Jeff Witzke : l'homme-canon

### Épisode 5:Monk et le centenaire
- États-Unis : 25 juillet 2003
- France : 15 février 2004 sur TF1

- Glenne Headly : Karen Stottlemeyer
- Stellina Rusich : Trudy Monk
- Kurt Fuller : Dennis Gammill
- Jim Jansen : le Maire Rudner
- Patrick Cranshaw : Miles Hollings
- Bill Erwin : Hiram Hollings
- Sonya Eddy : Opal
- Ralph Peduto : le fossoyeur
- Audrey Wasilewski : l'infirmière
- Jeanette Miller (en) : la vieille femme
- Alfred Dennis : le vieil homme
- Kevin Dunigan : le garde
- Hira Ambrosino : la journaliste
- Don Perry : le nouveau vieil homme

### Épisode 6:Monk va au théâtre
- États-Unis : 1er août 2003
- France : 29 février 2004 sur TF1

- Betty Buckley : Cheryl Fleming
- Amy Sedaris  : Gail Fleming
- Melissa George : Jenna Ryan
- Simon Templeman : Karl Sebastian
- David Doty : O'Dell
- Mark Phinney : le portier
- Marc Vann : Hal Duncan
- Susan Chuang : Kathleen
- David Manis : le procureur
- Gwen McGee : le juge
- Kerry Michaels : l'actrice âgée
- Jeffrey Scott Kelly : Elton, le régisseur
- Timothy Landfield : un homme à l'audience
- Susan Chuang : Kathleen
- Meredith Morton : Flora
- Damara Reilly : la garde (créditée Damara C. Reilly)
- Jorge Luis Abreu : le responsable du salon
- Caryn West : la participante au speed dating n°1
- Light Eternity : la participante au speed dating n°2
- Wendy Schenker : la participante au speed dating n°3
- Victoria Hoffman : la participante au speed dating n°4

### Épisode 7:Monk face au tueur endormi
- États-Unis : 8 août 2003
- France : 11 janvier 2004 sur TF1

- Frank John Hughes (Trevor Howe)
- Chad E. Donella (Ricky Babbage)
- Matt Winston (Brian Babbage)
- Beth Skipp (Amanda Babbage)
- Michelle Krusiec (Maria)
- Kathryn Joosten (infirmière Stempel)
- Jake Richardson (Dwayne)
- Adam Clark (conducteur de taxi)
- Shishir Kurup (facteur Camole Swarma)

### Épisode 9:Monk et le douzième homme
- États-Unis : 22 août 2003

- Ed Marinaro (Stewart Babcock)
- Lauren Tom (Mrs. Ling)
- Deborah Zoe (Lisa Babcock)
- Billy Gardell (Ian Agnew)
- David Figlioli (Tommy Zimm)
- Jimmy Shubert (Frank Pulaski)
- Jerry Levine (Kenny Shale)
- Chris Owen (Trainee)
- David Stanford (Policier en uniforme)
- Justin Connor (Theater manager)

### Épisode 10:Monk et le livreur de journaux
- États-Unis : 16 janvier 2004
- France : 21 mars 2004 sur TF1

- Jarrad Paul (Kevin Dorfman)
- Nicole DeHuff (Vicki Salinas)
- Enrique Almeida (Nestor Alverez)
- Noel Gugliemi (Jose Alverez)
- Joseph Sikora (Boz Harrelson)
- Mark Totty (Malcolm Cowley)
- Endre Hules (Captain Dupres)
- Orlando Seale (Lieutenant Lafitte)
- David Sanford (Policier en uniforme)
- Christopher Goodman (Jeune policier en uniforme)
- Terry Scannell (mécanicien)
- Joseph Whipp (Détective Heavyset)

### Épisode 11:Monk et les trois tartes
- États-Unis : 23 janvier 2004
- France : 28 mars 2004 sur TF1

- John Turturro (Ambrose Monk)
- Leslie Jordan (Town Offical)
- Holt McCallany (Pat Van Ranken)
- Marcia Ann Burrs (Mrs. Dohan)
- Connor Dylan Wyrn (First kid)
- Luke Baybak (Second kid)
- Jean Elliot Cambell (Entry booth lady)
- Ira Steck (Bingo caller)
- Douglas Bennett (Bingo addict)

### Épisode 12:Monk fait du cinéma
- États-Unis : 30 janvier 2004
- France : 13 juin 2004 sur TF1

- Billy Burke (Brad Terry)
- Nicole Forester (Susan Malloy)
- Sarah Silverman (Marci Maven)
- Ed Fusco (Sgt. Green)
- Vic Chao (Lee)
- Dave Matos (Assistant director)
- Charles Dougherty (TV director)
- Stacey Scowley (Laurie)
- Brooke Burke (journaliste TV)
- Michael Alexander Newman (Sound editor)
- Eric Gelman (First paparazzi)
- Clint Culp (Barfly)
- Albert Owens (Senator)
- Jeff Parise (Dustin the bartender)
- Cameron Meyer (Script supervisor)

### Épisode 13:Monk cherche mamie
- États-Unis : 6 février 2004
- France : 16 mai 2004 sur TF1

- Eden Rountree (Carol Maloney)
- Rachel Dratch (Julie Parlo)
- Pat Crawford Brown (Ruth "Nana" Parlo)
- Currie Graham (Harold Maloney)
- Michael Shalhoub (Ron Abrash)
- Larry Hankin (Bearded man)
- Scott Nankivel (Jeff Burton)
- Jenni Pulos (Sasha Gordon)
- Hira Ambrosino (journaliste TV)
- Christina Huntington (Edie Rusher)
- Hugh Dane (Sgt. Lane)
- David Stanford (Policier en uniforme)

### Épisode 14:Monk et la femme du capitaine
- États-Unis : 13 février 2004

- Glenne Headly (Karen Stottlemeyer)
- Daniel Goddard (Evan Koker)
- Ileane Meltzer (Cranky neighbor)
- Lonnie Colon (Ronnie)
- Jayden Lund (Morris)
- Rick Ravanello (détective)
- Rif Hutton (Dr. Malding)
- Paul Gutrecht (Frank Wicks)
- Geoff Pierson (Harry Bolston)

### Épisode 15:Monk et Madame
- États-Unis : 27 février 2004
- France : 11 avril 2004 sur TF1

- Michael Ensign (Raymond Tolliver)
- Jim Lau (Landlord)
- William Sanderson (Joshua Skinner)
- Nestor Carbonell (Dalton Padron)
- Jane Lynch (Dr. Julie Waterford)
- Susan Kellermann (Maria Disher)
- Jessica Lundy (Rachel Sweeney)
- Patrick Breen (Jeffrey Sweeney)
- Jim Beaver (Shériff Mathis)

### Épisode 16:Monk va en prison
- États-Unis : 5 mars 2004
- France : 5 septembre 2004 sur TF1

- Danny Trejo (Spyder Rudner)
- Kathy Baker (Sylvia Fairbourn)
- Jason Boegh (Administrative assistant)
- Terry Fradet (TV remote inmate)
- Sean Blakemore (Spyder's cell guard)
- David Reynolds (Illiterate inmate)
- Gary Kraus (Entry guard)
- Jo. D. Christopher Jonz (Ball-playing inmate)
- Michael A. Shepperd (First cook)
- Trey Wilson (Prison official)
- Jordan Liddle (J.T. DeMornay)
- Damon Jones (Pat-down guard)
- John Bellucci (Abernathy)
- David Meunier (Ray Kaspo)
- Jim Moret (Talk show host)
- Tim Curry (Dale "the Whale" Biederbeck)
- Joe Narciso (Médecin légiste)
- Rick Cramer (Second Nazi)
- Patrick St. Esprit (Lody)
- James C. Mathis III (Rastafarian cook)